# 策妄多尔济那木扎尔
策妄多尔济·那木扎尔（1731年—1750年），准噶尔汗国珲台吉，他是噶尔丹策零的次子。
1745年，噶尔丹策零染病去世，按照他的遗言，年仅16岁的策妄多尔济那木扎尔于1746年初继珲台吉位。策妄多尔济在位期间与清朝保持和平，多次派遣使臣入藏熬茶。不过策妄多尔济那木扎尔年轻且放荡、残忍，常虐待屬下宰桑，並以杀狗取乐，还与其姐姐鄂兰巴雅尔不睦，据从准噶尔逃回的清人称，其姐甚至试图下药毒害他。准噶尔随后陷入国内动乱，其兄喇嘛达尔扎与也与他争位。准噶尔贵族窜通起来，于1750年将其关在阿克苏，策妄多尔济那木扎尔还被贵族们弄瞎了眼，后来被杀死。

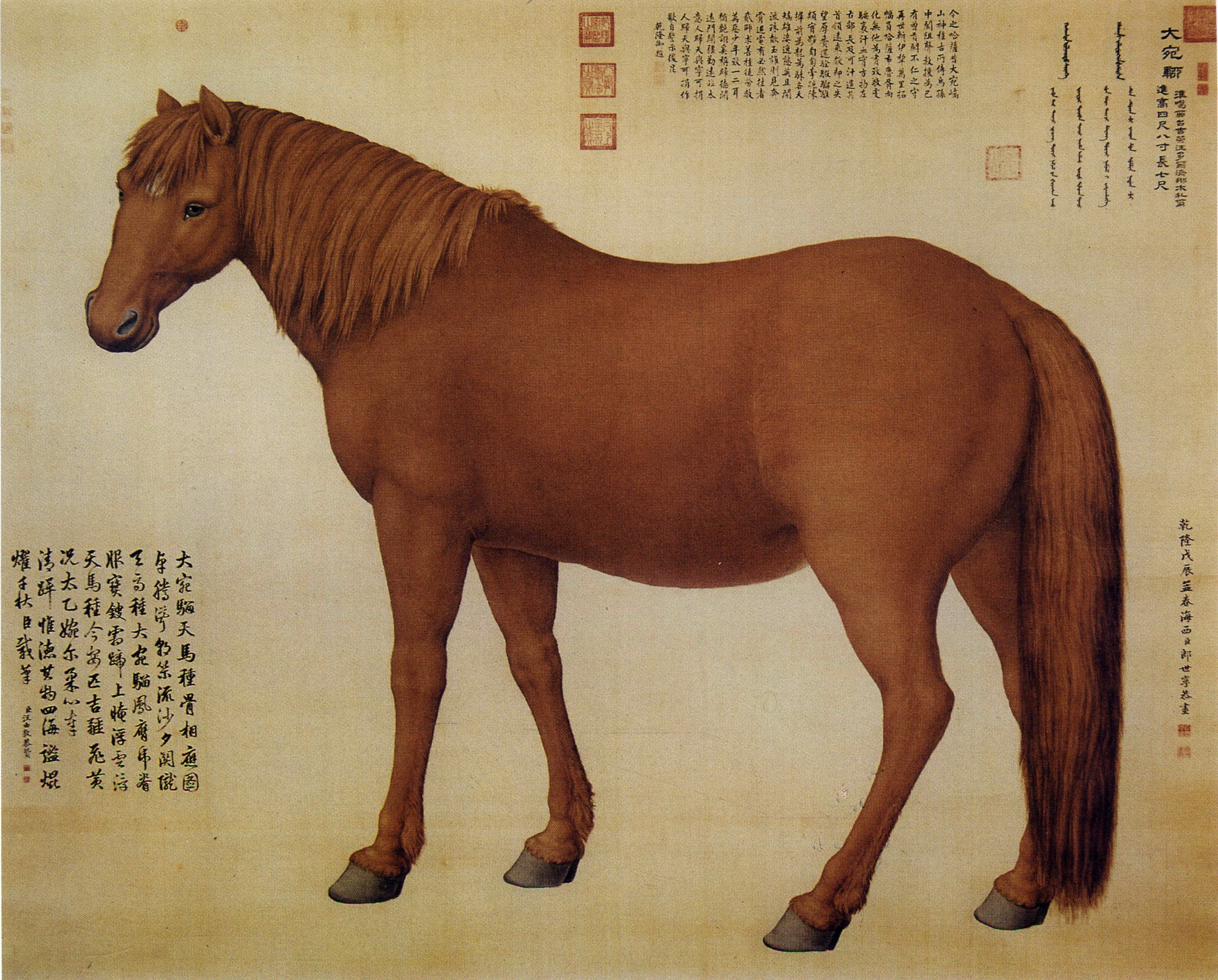
策妄多爾濟那木扎爾贈送給乾隆帝的駿馬「大宛騮」

### 文献
- 勒内·格鲁塞. .

| 前任： 噶尔丹策零 | 准噶尔汗国琿台吉 1745年—1750年 | 繼任： 喇嘛达尔扎 |